# Краљевина Угарска (1000—1301)
Краљевина Угарска (лат. Regnum Hungariae, мађ. Magyar Királyság) настала је у средњој Европи када је велики везир Стефан I крунисан за краља 1000. или 1001. године. Ојачао је средишњу власт и приморао своје поданике да прихвате хришћанство. Иако сви писани извори истичу само улогу њемачких и италијанских витезова и духовника у том поступку, значајан дио мађарског вокабулара везаног за пољопривреду, религију и државна питања преузет је из словенских језика. Грађански ратови и пагански устанци, заједно са покушајима царева Светог римског царства да прошире своју власт над Угарском, угрозили су нову монархију. Монархија се учврстила за вријеме владавине Ладислава I (1077—1095) и Коломана (1095—1116). Ови владари су уз подршку дијела мјесног становништва заузели Хрватску и Далмацију. Обје области су задржале свој аутономни положај. Насљедници Ладислава и Коломана — нарочито Бела II (1131—1141), Бела III (1176—1196), Андрија II (1205—1235) и Бела IV (1235—1270) — наставили су политику ширења према Балканском полуострву и земљама источно од Карпатских планина, претварајући своје краљевство у једно од највећих сила средњовјековне Европе.
Богата необрађеном земљом, налазиштима сребра, злата и соли, Угарска је постала омиљено одредиште претежно њемачких, италијанских и француских колониста. Ови досељеници су углавном били сељаци који су се населили по селима, али било је и занатлија и трговаца, који су основали већину градова краљевине. Њихов долазак је одиграо кључну улогу у обликовању урбаног начина живота, навика и култура у средњовјековној Угарској. Положај краљевине на раскрсници међународних трговачких путева, погодовао је коегзистенцији неколико култура. Романичке, готичке и ренесансне грађевине и књижевна дјела писана латинским језиком, доказују претежно римокатолички карактер културе; али постојале су и православне, па и нехришћанске мањинске заједнице. Латински је био језик законодавства, управе и судства, али је „језички плурализам” допринио опстанку многих језика, укључујући и велику разноликост словенских дијалеката.
Преовлађивање краљевских посједа у почетку је гарантовало суверено превасходан положај, али је отуђење краљевских земаља довело до појаве самосвјесне скупине мањих земљопосједника, познатих као „краљевске слуге”. Они су приморали Андрију II да изда Златну булу 1222. године, што је по Франсису Фукујами „један од првих примјера уставних ограничења која су стављена на овлашћења европског монарха.” Монголи су задали велики ударац краљевини током инвазије од 1241. до 1242. године. Након тога, куманске и јашке скупине су се населили у средишњим низијама, а колонисти су стигли из Моравске, Пољске и других оближњих земаља. Уз подршку монарха, земљопосједници су након повлачења Монгола отпочели с подизањем тврђава, што је довело до развоја полуаутономних „покрајина” у којима су доминирали моћни магнати. Неки од ових магната су чак оспорили ауторитет Андрије III (1290—1301), посљедњег мушког потомка домаће династије Арпадовића. Послије његове смрти услиједио је период међувлашћа и безвлашћа. Средишња власт је поново успостављена тек почетком двадесетих година 14. вијека.

## Позадина
Мађари, или Угари, освојили су Карпатски басен на прелазу из 9. у 10. вијек. Овдје су затекли претежно словенско становништво.  Из своје нове домовине, покренули су пљачкашке походе на Источну Франачку, Италију и друге регије Европе. Њихове нападе зауставио је будући цар Светог римског царства Отон I, који их је поразио у бици на Лешком пољу 955. године.
Мађари су живјели у патрилинеарним породицама, које су биле организоване у родовима које су образовале племена. На челу племенске конфедерације био је велики везир, увијек члан породице која потиче од Арпада, мађарског вође током „заузимања земље”. Савремени аутори описују Мађаре као номаде, али Ибн Руста и други додају да су они обрађивали оранице. Велики број позајмљеница из словенских језика, доказује да су Мађари усвојили нове технике и сталоженији начин живота у средњој Европи. Суживот Мађара и мјесних етничких скупина огледа се и у скуповима Бјелобрдске културе, која је настала средином 10. вијека. Археолошки налази — неколико предмета са кратким натписима — указују на употребу посебног руниформног писма у средњовјековној Угарској. Натписи нису дешифровани, а писмо вјероватно никада није коришћено у административна или законодавне сврхе.
Мада су били пагани, Мађари су показивали толерантан однос према хришћанима, Јеврејима и муслиманима. Муслимански, јеврејски и мађарски трговци из Угарске редовно су посјећивали сајмове у Прагу, мијењајући злато и византијске златнике за робове, лим и крзно. У Перејаславцу, важном трговачком средишту на доњем Дунаву, Мађари су доводили коње и сребро. Византијска црква је прва успјешно провела прозелитизам међу мађарским поглаварима: 948. хорке, а око 952. ђуле, крштени су у Константинопољу. Насупрот њима, велики везир Геза који је владао раних седамдесетих 10. вијека крстио се по латинском обреду. Подигао је тврђаве и позивао стране ратнике да развију нову војску, засновану на тешкој коњици. Геза је такође договорио брак свог сина Стефана са Гизелом од Баварске, принцезом из породице царева Светом римског царства.
Када је Геза преминуо 997. године, његов син морао је да се бори за насљедство са Копанијем, најстаријим чланом породице Арпад. Уз помоћ њемачке тешке коњице, Стефан је изашао као побједник у одлучујућој бици око 998. године. Поднио је молбу за краљевску круну папи Силвестру II (999—1003), који је удовољио његовој молби уз сагласност цара Отона III.

## „Патримонијална” краљевина

### Краљ Стефан (1000—1038)
Стефан је крунисан као први краљ Угарске или 25. децембра 1000. или 1. јануара 1001. године. Учврстио је своју власт низом ратова против полунезависних мјесних владара, укључујући и свог ујака Ђулу и моћног племенског поглавицу Ахтума. Доказао је војну снагу свог краљевства када је одбио инвазију цара Светог римског царства Конрада II 1030. године. Мочваре, друге природне препреке и барикаде од камена, земље или дрвета пружале су одбрану на границама краљевства. Широка зона позната као ђепи намјерно је остављена ненасељена ради одбрамбене дуж границе.
Стефан је развио државу сличну монархијама западне Европе. Жупаније, основне јединице управе, биле су области организоване око утврђења на чијем челу се налазио краљевски званичник познат као ишпан (тј. гроф). Већина раносредњовјекових утврђења било је начињено од земље и дрвета. Стефан је основао епархије и најмање једну архиепископију, а успостављао је и бенедиктинске манастире. Прописао је да свако десето село треба да подигне парохијску цркву. Најраније цркве биле су једноставне грађевине од дрвета, али је краљевска базилика у Стоном Београду изграђена у романичком стилу. Са увођењем католичке црквене хијерархије, латински се појавио као преовлађујући језик црквеног живота и државне управе, иако су неке краљевске повеље вјероватно биле написане на грчком. Епископи су морали да снабдијевају мјесно свештенство богослужбеним књигама, а краљеви су манастирима редовно поклањали кодексе. Најранија сачувана књижевна дјела настала су на латинском за вријеме Стефанове владавине.  Чанадски епископ Герард, који је дошао из Венеције, довршио је латински коментар на поглавље у Књизи пророка Данила у Угарској. Стефанови погледи на државну управу сажети су око 1015. у огледалу за принчеве, познато као Опомене. Наводећи да је „земља која имао само један језик и један обичај слаба и крхка”, истакао је предност доласка странаца, односно „гостију”. Његови закони били су усмјерени на усвајање, макар и присилно, хришћанског начина живота. Нарочито је штитио хришћански брак од полигамије и других традиционалних обичаја. Нестали су и украшени појасеви и други предмети паганске моде. Обични грађани су почели носити дугачке вунене капуте, али су богати мушкарци и даље упорно носили своје свилене кафтане украшене крзном.

Уколико који развратни ратник отме дјевојку да му буде жена без пристанка њених родитеља, одредили смо да се дјевојка врати родитељима, чак и ако јој је било шта на силу учинио, а отмичар ће платити са десет јунаца за отмицу, иако се може касније помири са дјевојкиним родитељима.

Стефан I:27, 1000—1038.
С правног гледишта, угарско друштво било је подијељено на слободњаке и кметове, али су постојале и средње скупине. Сви слободни људи су имали правну могућност да посједују имовину, да туже и да буду тужени. Већина њих била је везана за монарха или за имућније властелине и само су „гости” могли слободно да се крећу. Међу слободним људима који су живјели на посједима везаним за утврђење, ратници из утврђења су служили војску, док су обични људи обрађивали земљу, ковали оружје или пружали друге услуге. Сви слободни људи су морали да плаћају посебан порез, слободњачки денар — осам денара по особи годишње — монарсима. Сељаци познати као дворници били су ослобођени овог пореза, јер су били донекле прелазни статус између слободњака и кмета. Кметовима је теоретски недостајао правни статус који је био доступан слободњацима, али су у пракси имали своју имовину: обрађивали су земљу својих господара сопственим оруђем и задржавали 50—60% жетве за себе. Стефанови закони и повеље сугеришу да је већина обичних људи живјела у сједилачким заједницама које су образовале села. Просјечно село је чинило не више од 40 полуукопаних брвнара са угаоним огњиштем. Колибе су биле окружене великим двориштима. Одвајали су их ровови који су држали животиње подаље и омогућавали узгој житарица и поврћа. Многа од села су добила називе по занимању, што имплицира да су сељани морали да пружају одређене услуге својим господарима.

### Паганске побуне, ратови и учвршћивање (1038—1116)
Стефан је надживио свог сина Емерика, што је изазвало четвородеценијску кризу. Стефан је свог рођака Вазула сматрао непогодним за пријесто и за насљедника је именовао сина своје сестре, Млечанина Петра Орсеола. Након што је Вазул ослијепљен и његова три сина протјерана, Петар је 1038. без противљења наслиједио стрица на пријестолу. Петрово указивање предности страним дворјанима довело је до побуне, која се завршила његовим свргавањем у корист домаћег господара, Шамуела Абе, који је био у сродству са краљевском породицом. Уз подршку цара Светог римског царства Хајнриха III, Петар се вратио и протјерао Шамуела 1044. године. Током своје друге владавине, Петар је прихватио царево сизеренство. Његова владавина завршена је новом побуном, овог пута усмјереном ка обнови паганства. Било је много великаша који су се противили уништењу хришћанске монархије. Предложили су круну Андрији, једном од Вазулових синова, који се вратио у Угарску, побиједио Петра и потиснуо пагане 1046. године. Његова сарадња са братом Белом, надареним војним заповједником, осигурала је угарску побједу над царем Хајнрихом III, који је два пута покушавао да освоји краљевину: 1050. и 1053. године.
Нови грађански рат је избио када је војвода Бела преузео круну 1059. године, али његова три сина су прихватила власт Андријиног сина Шоломона 1063. године. Печујски епископ Маур писао је у свом Животу о пустињацима Бенедикту и Андрији Зорарду — најранију мађарску хагиографију — отприлике у то вријеме. Млади краљ и његови рођаци сарађивали су скоро деценију; нпр. заједно су поразили Печенезе, који су пљачкали Трансилванију 1068. године. Сукоб моћи у краљевској породици изазвао је нови грађански рат 1071. године. Трајао је све до Шоломонове абдикације у корист једног од његових рођака, Ладислава, почетком осамдесетих година 11. вијека. Ладислав је објавио законе који су прописивали драконске казне против злочинаца. Његови закони су такође одређивали плаћање царине, путарине на вашарима и пловилима, као и десетине. Забранио је Јеврејима да држе хришћанске кметове и увео законе који су за циљ имали преобраћање мјесних муслимана, који су били познати као Безермењи.

Нико не смије куповати или продавати осим на пијаци. Ако, кршећи ово, неко купи украдену имовину, све ће бити погубљени: и купац, и продавац, и свједоци. Ако су, међутим, пристали да продају нешто своје, изгубиће ту ствар и њену цијену, а исто толико ће изгубити и свједоци. Али ако је посао склопљен на пијаци, а договор ће бити закључен пред судијом, порезником и свједоцима, а ако се касније покаже да је купљена роба украдена, купац ће избјећи казну…

Ладислав II:7, 1077–1095.
Смрћу Ладиславовог зета, хрватског краља Дмитра Звонимира 1089. или 1090. године, указала му се прилика да присвоји Хрватску. Хрватска краљица Јелена, Ладиславова сестра, и неколико племића (углавном из сјеверне Хрватске) подржали су његове тежње. Ладиславове трупе су заузеле низију, али је домаћи претендент на пријесто, Петар Сначић, пружио отпор на Петровој гори. Ипак, Хрватска и Угарска су остале блиско повезане више од девет вијекова. Ладислав је свог нећака Алмоша именовао херцегом Хрватске. Иако је био млађи син, Алмош је такође био краљев фаворит за пријесто, насупрот брата Коломана. Чак и тако, Коломан је наслиједио свог стрица 1095, док је Алмош добио засебно војводство под братовим сизеренством. Током Коломанове владавине, однос између браће је остао напет, што је коначно довело до ослијепљења Алмоша и његовог малољетног сина Беле.
Коломан је разбио двије чете крсташа (извршиоци Рајанских покоља) који су пљачкали западну границу и поразио је Петра Сначића у Хрватској. Pacta conventa из касног 14. вијека наводи да је Коломан крунисан за краља Хрватске након што је закључио споразум са дванаест хрватских племића. Иако је највјероватније фалсификат, документ одражава стварни статус уже Хрватске, која никада није била сједињена са Угарском. Насупрот, Славонија, регија између Петрове горе и ријеке Драве, постала је блиско везана за Угарску. Овдје су многи угарски племићи добијали земљишне даровнице од монарха. Задар, Сплит и други далматински градови су такође прихватили Коломанову власт 1105. године, али је њихово право да бирају своје епископе и вође остало непромијењено. У Хрватској и Славонији суверена су представљали гувернери који су носили титулу бана. Исто тако, краљевски званичник, војвода, управљао је Трансилванијом, источном границом краљевства. Највише службе средишње администрације развиле су се из водећих положаја краљевског дома. Првобитно одговоран за управљање краљевским домом, надор се појавио као краљев замјеник или намјесник почетком 12. вијека. Његови руководећи задаци су пребачени на новог службеника који је брзо стекао дужност главног судије у виду краљевског судије.
Попут Ладислава I, Коломан се показао као велики законодавац, али је прописао мање строге казне него што је то учинио његов ујак. Наредио је да се пословања између хришћана и Јевреја забиљеже у писаном облику. Забранио им је да држе хришћанске робове и увео забрану продаје домаћих робова изван земље. Његови закони о муслиманским поданицима имали су за циљ њихово преобраћање; нпр. обавезујући их да своје ћерке удају за хришћане. Јеврејски и муслимански трговци су се налазили у краљевини, јер је њен положај био на раскрсници путева који воде ка Константинопољу, Регензбургу и Кијеву.  Постојала је и мјесна трговина, што је Коломану омогућило да мартурину, традиционални славонски порез у натури, убира у готовини. Коломан је ослободио оне који су живјели на сопственим имањима од слободњачког денара, а дозволио је другим слободњацима да откупе половину пореза кроз пружене услуге. Савремени научници претпостављају да је најраније угарска хроника настала под Коломаном, али није опстала. Сматра се да је ова „примарна” хроника проширена и преписана у складу са промјенљивим политичким очекивањима током 12. вијека. Сви научни покушаји да се првобитни текст реконструише на основу хроника из 14. и 15. вијека показали су се узалудним.
Краљевина је била ријетко насељена, са просјечним густином насељености од четири или пет људи по километру квадратном. Улице или окрузи под називом Olaszi („Италијани”) у Јегру, Печују и Вараду указују на присуство „гостију” који говоре западнороманским језиком, док називи мјеста Németi („Нијемци”) и Szászi („Саси”) указују на колонисте широм краљевине који говоре њемачким језиком. Већина поданика раносредњовјековних угарских монарха били су сељаци. Обрађивали су само најплодније земљиште, а селили су се даље када се тло исцрпи. Пшеница је била најраспрострањенија култура, али се гајио и јечам, сировина за домаће пиво. Виноградарство је цвјетало, а виногради су постојали практично у свим насељима, изузев у онима на висоравнима. Вина највишег квалитета производила су се у Срему, али су била популарна и вина Будимских брда, Хегиаље, Шопрона и Пожуна. Свјеже или сушено воће било је уобичајено у свакодневној исхрани сељака. Манастири су увели системски узгој воћки. У њиховим воћњацима дрвеће је сађено у рупе ископане у правилним размацима. Чак је и сељацима било дозвољено да лове и пецају у краљевским шумама, које су покривале велика пространства краљевине. Сточарство је остало важан сектор пољопривреде, а за сточну храну производили су просо и овас. И писани извори и археолошки докази указују да је глад била ријетка појава у средњовјековној Угарској.

### Проширење и колонизација (1116—1196)
Неуспјешни ратови са Млетачком републиком, Византијом и другим сусједним државама обиљежили су владавину Стефана II, Коломановог сина, који је наслиједио оца 1116. године. Најранији помен Секеља — заједнице слободних ратника која говори мађарски — везан је за први рат младог краља против Војводства Бохемије. Секељи су живјели у раштрканим скупинама дуж границе, али су пресељени у најисточније области Трансилваније у 12. вијеку. Стефан II је преминуо без потомства 1131. године. Наслиједио га је рођак Бела II, слијепи син војводе Алмоша. Током његове владавине, краљевином је управљала његова супруга Јелена, ћерка великог жупана Рашке Уроша I Вукановића, која је наредила покољ великаша које је окривила за сакаћење свог супруга. Борис Коломановић, наводни син краља Коломана који је покушао да преузме пријесто од Беле II, није добио никакву унутрашњу подршку.

Ако се неко грофовског чина макар и у некој безначајној ствари огријешио о краља или је, као што се понекад дешава, био неправедно оптужен за то, дворски изасланик, ако је веома ниског положаја и без надзора, ставља га у ланце и одвлачи на разне облике казне. Племићи од везира не траже никакву формалну казну, … оптуженом се не даје могућност одбране, али сви сматрају довољном само везирову вољу.

Ото Фрајзиншки, 
Геза II, син Беле II, ступио је на пријесто 1141. и водио је активну спољну политику. Подржао је рашког великог жупана Уроша II у рату против византијског цара Манојла I и покренуо најмање шесто војних похода на Кијевску Рус против непријатеља свог зета Изјаслава II. Чак је регрутовао у своју војску муслиманске ратнике из понтских степа. Абу Хамид ел Гарнати био је муслимански путник из Гранаде у Ал Андалузу који је путовао по источној и средњој Европи. У Угарску је отпутовао 1150, гдје је живио три године и радио као савјетник на двору краља Гезе II. Тврдио је да је „Угарска једна од земаља у којој се живи најлакше и најбоље”, Угарска је свугдје имала „огромног изобиља и напретка” и да је Угарка била „вишеструко моћнија” од Византије, додајући да су Гезине трупе „небројене”. Док је прелазио Угарску током Другог крсташког похода, Отон Фрајзиншки је примијетио Гезину готово неконтролисану власт над поданицима.
Стигао сам у Угарску, гдје живи народ по имену Басгирд (Угари). Они су први упали у франачке земље из земље Турака. Храбри људи, има их безброј. Њихова држава, која се зове Угарска, састоји се од 78 градова [жупанија], сваки са безброј утврђења, са својим посједима, селима, планинама, шумама, баштама… Живио сам међу њима три године, али нисам могао да одем у више од четири града. Њихова држава се простире од Светог римског царства до границе Константинопоља. Њихове планине крију много сребра и злата. Угарска је једна од земаља у којој се живи најлакше и најбоље. За један [златни] динар добија се двадесет оваца, а за исто толико се добија тридесет једногодишњих јагањаца или јаради, док 500 ратли [200—500 кг] меда кошта један динар. Лијепа робиња је десет динара, али када су у походу на непријатељску земљу, добра робиња, или византијска робиња, доступна је већ за три… Краљ Басгирда је зван Кзали [Кираљ? (краљ на мађарском), Геза?], а његова краљевина је вишеструко значајнија од територије Византије. Слиједи исту религију као Ифранзи [Источни Франци/Нијемци], јер је био ожењен једном од њих — ипак води освајачке ратове против земље Ифранг и узима их за заробљенике. Сви се народи плаше његовог напада, јер има много војника и велику храброст… У Басгирду [Угарска] живи много људи, има укупно 78 градова [жупанија], од којих су сви као Исфахан или Багдад, и свуда је огромно обиље и напредак.— Абу Хамид ел Гарнати
Геза је заговарао колонизацију пограничних области. Фламански, њемачки, италијански и валонски „гости” стизали су у великом броју и населили се у регији Шпес и у јужној Трансилванији. Абу Хамид говори о планинама које „много сребра у злата”, што указује на важност рударства и испирања злата већ око 1150. године. Такође пише о трговини робљем, помиње да је купио привлачну робињу за десет денара након војног похода. Археолошки докази указују на то да су се велики асиметрични тешки плугови, способни да преврћу тло, први пут појавили када су стигли нови досељеници. Како су се тешки плугови ширили, дугачка уска поља, погоднија за њихову употребу, замијенила су традиционална мала четвртаста поља у селима.
Гезу је 1162. наслиједио његов најстарији син Стефан III. Његови ујаци, Ладислав II и Стефан IV, потраживали су круну на своје име. Византијски цар Манојло I искористио је унутрашње сукобе и приморао младог краља да уступи Далмацију и Срем Византинцима 1165. године. Стефан III је поставио примјер за развој градова дајући слободе валонским „гостима” у Стоном Београду, укључујући имунитет од јурисдикције мјесног ишпана. Кад је Стефан преминуо без потомства 1172. године, пријесто је уступио брату Бели III. Поново је освојио Далмацију и Срем осамдесетих година 12. вијека.
Савремени списак показује да је Белин укупан приход био једнак количини од 32 тоне сребра, али је овај број очигледно преувеличан. Према списку, више од 50% његовог прихода долазио је од годишњег обнављања сребрене валуте и од трговинских дажбина. Аустријске царинске тарифе тог периода указују да је Угарска била главни добављач жита, коже, дрвета, вина, воска, меда, рибе, говеда, оваца, свиња, барка, калаја, олова, гвожђа и соли. Краљевски приходи припадали су или краљевској комори или краљу као земљопосједнику. Разлика између њих била је од суштинског значај, јер су ишпани примали једну трећину коморских прихода прикупљених у својим жупанијама. Порези у натури су обично били наметнути виноградима и крдима свиња или волова. Неке привилеговане заједнице плаћале су паушалне порезе краљевској комори. Примјери су страни досељеници у Трансилванији, који су плаћали 15.000 марака годишње.
Бела је истицао значај вођења записника о судским поступцима, чиме се поткрјепљују извјештаји у каснијим угарским хроникама његове наредбе о обавезној употреби писмених молби. Земљопосједници су такође почели да записују своје трансакције, што је довело до појаве тзв. „мјеста овјере”, као што су катедрални каптоли и манастири овлашћени да издају акте. Њихова појава такође свједочи о запошљавању образовног кадра. Заиста, студенти из краљевина студирали су на универзитетима у Паризу, Оксфорду, Болоњи и Падови до педесетих година 12. вијека. Аспекти француске културе из 12. вијека такође су се могли открити у Белином краљевству. Његов дворац у Осторгону изграђен је у стилу ране готике. Ахил и друга имена позната из Романа о Троји и Александриде (два амблематска дјела витешке културе) била су популарна међу угарским племићима. Према консензусном мишљењу научника, Master P, аутор Љетописа Мађара, хронике о мађарском „заузимању земље”, био је Белин биљежник. Најранији спис написан на мађарском, познат као Погребна бесједа и молитва, сачуван је у Молитвеном кодексу из касног 12. вијека.

## Развој посједа краљевине

### Доба Златних була (1196—1241)
Емерик, син и насљедник Беле III, морао је да се суочи са побунама које је подстицао његов млађи брат Андрија. Надаље, крсташи Четвртог похода, по наговору млетачког дужда Енрика Дандоле, заузели су Задар 1202. године. Емерика је 1204. наслиједио његов малољетни син Ладислав III. Млади краљ је преминуо послије годину дана, а на пријесто је ступио његов стриц Андрија. Наводећи да је „најбоља мјера краљевске даровнице то што је немјерљива”, он је својим присталицама подијелио велике комаде краљевске земље. Слободњаци који су живјели на бившој краљевској земљи, изгубили су непосредан контакт са сувереном, што је угрозило њихов правни статус. Краљевски приходи су се смањили, што је довело до увођења нових пореза и њиховог прикупљања од муслимана и Јевреја. Нови начин прикупљања средстава за краљевску ризницу изазвали су широке немире.
Андрија II је био под јаким утицајем своје супруге Гертруде од Мераније. Отворено је исказивала наклоност према њемачким сународницима, због чега су је мјесни великаши убили 1213. године. Нова побуна је избила док је краљ био у Светој земљи на свом крсташком походу 1217. и 1218. године. Коначно, покрет краљевских слуга, који су заправо били слободни земљопосједници непосредно потчињени суверену, обавезао је Андрију II да изда Златну булу 1222. године. У њој су сажете слободе краљевских слуга, укључујући њихово ослобађање од пореза. Посљедња одредба је овластила свјетовне и духовне господаре да се „успротиве и говоре против” суверена „без оптужби за велеиздају”. Отприлике у то вријеме, структура даровничких повеља је претрпела значајну промјену увођењем наративног одјељка о јуначким дјелима у краљевској служби. Ови дугачки извјештаји садрже више информација о историји Угарске из 13. вијека него хронике.
Златна була је такође забранила запошљавање муслимана и Јевреја у краљевској управи. Ова забрана је потврђена када је Андрија II, на подстицај прелата, издао нову варијанту Златне буле 1231. године, која је овластила острогонског архиепископа да га изопшти уколико одступи од одредби буле. Због нехришћана који су остали у краљевској управи, архиепископ острогонски Роберт је ставио краљевину под интердикт 1232. године. Андрија је био приморан да положи заклетву, што је укључивало и обећање да ће поштовати привилегован положај свештенства и да ће отпустити све своје јеврејске и муслиманске службенике. Растућу нетрпељивост према некатолицима показује и прелазак православног манастира у Вишеграду под бенедиктинце.
Андрија II је неколико пута покушао да заузме сусједну Галичку кнежевину. Бела, Андријин син, убиједио је скупину Кумана да прихвате сизеренство Андрије 1228. и успоставе нову марку у Олтенији (позната као Северинска бановина) 1231. године. Бела IV је наслиједио оца 1235. године. Његов покушај да поново стекне крунску земљу који су његови претходници отуђући, створио је дубоки јаз између монарха и великаша, баш када су Монголи похрлили на запад преко евроазијских степа. Краља је о монголској пријетњи први обавијестио доминикански фратар Јулијан који је 1235. посјетио становништво које је говорило мађарски у Великој Мађарској. У наредним годинама, Монголи су разбили Кумане који су доминирали западним дијеловима евроазијских степа. Шејхан, кумански поглавица, пристао је да прихвати превласт Беле IV; тако је њему и његовим људима дозвољено да се населе у Великој мађарској равници. Номадски начин живота Кумана изазвао је многе сукобе са мјесним заједницама. Мјештани су их чак сматрали монголским савезницима.

### Монголска инвазија (1241—1242)
Бату-кан, заповједник монголске војске која је кренула на источну Европу, захтијевао је предају краља Беле IV без борбе 1240. године. Бела је то одбио и наредио својим баронима да се окупе, заједно са својим пратњама, у његовом логору у Пешти. Ту је избила побуна против Кумана и руља је измасакрирала куманског поглавицу Шејхана. Кумани су убрзо отишли и опљачкали средишње дијелове краљевине. Главнина монголске војске стигла је кроз сјевероисточне пријевоје Карпата у марту 1241. године. Краљевске трупе сусреле су се с непријатељским снагама код ријеке Шајо, гдје су Монголи однијели одлучујућу побједу у бици на ријеци Шајо 11. априла 1241. године. С бојног поља, Бела IV је прво побјегао у Аустрију, гдје га је војвода Фридрих II држао за откуп. Након тога, краљ и његова породица нашли су уточиште у Клишкој тврђави у Далмацији. Монголи су прво заузели и темељно опљачкали територије источно од ријеке Дунав. Магистар Рогерије, архиђакон каптола катедрале у Вараду, саставио је извјештај очевидаца о разарању источне Мађарске. Монголи су прешли залеђени Дунав почетком 1242. године. Сазнавши за њихова дјела, опат аустријске опатарије Нидералтајх Херман забиљежио је да је „Краљевина Угарска, која је постојала 350 година, уништена”.

[Монголи су] спалили цркву [у Вараду], заједно са женама и свима што је било у цркви. У другим црквама су чини такве злочине према женама да је боље ћутати… Затим су немилосрдно посјекли главе племићима, грађанима, војницима и каноницима на пољу изван града. … Пошто су све уништили, а из лешева се појавио неподношљив смрад, иза њих је мјесто остало пусто. Људи који су се крили у оближњим шумама враћали су се да нађу храну. И док су тражили међу камењем и лешевима, [Монголи] изненада су се вратили и и од оних које су тамо нашли, нико није остао жив.

Магистар Рогерије, 
Краљевина је опстала. Бату-кан је повукао цјелокупну војску када је обавијештен о смрти великог кана Оготаја у марту 1242. године. Ипак, инвазија и глад која је услиједила имали су катастрофалне демографске посљедице. Најмање 15% становништва је убијено или нестало. Прекоконтинентални трговачки путеви су прекинути, што је изазвало пропадање Бача, Унгвара и других традиционалних трговачких средишта. Мјесне муслиманске заједнице су нестале, што указује да су претрпјеле посебно тешке губитке током инвазије. Нестала су и мала села, али археолошки подаци говоре да је потпуно уништавање села било рјеђе, него што се претпостављало. Напуштање већине села, добро документовано из друге половине 13. вијека, посљедица је вишедеценијског поступка сједињавања са сељацима који су се селили из малих села у већа насеља.

### Посљедњи Арпадовићи (1242—1301)
Након повлачења Монгола, Бела IV је одустао од враћања некадашњих крунских земаља. Умјесто тога, својим присталицама је додијелио велика имања и подстакао их да граде замкове од камена и малтера. Покренуо је нови талас колонизације који је резултирао доласком Нијемаца, Морављана, Пољака и Румуна. Краљ је поново позвао Кумане и населио их у равници дуж Дунава и Тисе. Чини се да се скупина Алана, чији су потомци данашњи Јаси, изгледа да се настанила у краљевини отприлике у исто вријеме.
Појавила су се нова села која су се састојала од дрвених кућа изграђених једна поред друге на једнаким комадима земље. На примјер, ријетко насељене шуме западних Карпата (у данашњој Словачкој) развиле су мрежу насеља под Белом IV. Нестале су колибе, а изграђене су нове сеоске куће које су се састојале од дневног боравка, кухиње и оставе. Најнапредније пољопривредне технике, укључујући асиметричне тешке плугове, такође су се рашириле по цијелој краљевини. Унутрашња миграција је такође била инструментална у развоју нових домена који су се појавили у бившим краљевским земљама. Нови земљопосједници давали су личну слободу и повољније материјалне услове онима који су пристизали на њихова имања, што је омогућило и сељацима који су одлучили да се не селе да побољшају свој положај. Бела IV је додијелио привилегије за више од десет градова, укључујући Нагисомбат (Трнава у Словачкој) и Пешту. Списак луксузне робе из 1264. — оријентални сомот, свила, драго камење, накит и фламанско сукно — продате Стефану, насљеднику Беле IV, указује да се увезена роба првенствено плаћала сребром и сољу. Исто тако, списак робе довезене у Гент показује да је Угарска извозила восак и нековано злато и сребро.
Иако су пријетећа писма која су канови Златне хорде слали Бели IV доказивала да опасност од нове монголске инвазије и даље постоји, усвојио је експанзионистичку спољну политику. Аустријски војвода Фридрих II је погинуо у борби против угарских трупа 1246, а зет Беле IV, Ростислав Михајлович, анектирао је велике територије дуж јужних граница краљевине. Сукоби између старијег монарха и његовог насљедника изазвали су грађански рат шездесетих година 13. вијека.
Бела IV и његов син су заједно потврдили слободе краљевских слуга и почели да их називају племићима 1267. године. До тада су се „прави племићи” правно разликовали од осталих земљопосједника. Они су своје посједе држали ослобођени од обавеза, али сви остали (чак и црквени племићи, румунски кнежеви и други „условни племићи”) дуговали су услуге својим господарима у замјену за земљу коју су држали. У све већем броју жупанија, мјесно племство је стекло право да изабере четири „судије племића” да их заступају у службеним поступцима (или два, у Трансилванији и Славонији). У овом периоду јавља се и идеја о изједначавању угарске „нације” са заједницом племића. Први пут је изражено у Љетопису Мађара Шимона из Кезе, хроници написаној осамдесетих година 13. вијека.
Најбогатији земљопосједници приморали су ниже племство да се придружи њиховој пратњи, што је повећало њихову моћ. Један од барона, Јоаким из рода Гуткелед, чак је заробио и насљедника Стефана V, младог Ладислава, 1272. године. Стефана V је умро неколико мјесеци касније, што је изазвало нови грађански рат између водећих породица Чак, Гисинг и осталих, које су покушале да контролишу средишњу власт у име младог Ладислава IV.  Пунољетним је проглашен 1277. на сабору духовних и свјетовних господара и представника племића и Кумана, али није могао да ојача краљевску власт. Ладислав IV, чија је мајка Јелисавета била ћерка куманског поглавице, више је волио своје куманске сроднике, што га је учинило непопуларним. Чак је био оптужен и за покретање друге монголске инвазије 1285, иако су освајачи разбили краљевске трупе.
Када је Ладислав IV убијен 1290. године, Света столица је прогласила краљевину упражњеним феудом. Иако је Рим додијелио краљевину сину Ладиславове сестре, пријестолонасљеднику Напуљске краљевине Карлу Мартелу, већина угарских великаша изабрала је Андрију, унука Андрије II и сина кнеза сумњивог легитимитета. Андрија је постао први монарх који је положио заклетву поштујући слободе Цркве и племства прије крунисања. Редовно је сазивао прелате, великаше и представнике племића на скупштине познате као Сабори, које су почеле да се развијају у законодавно тијело. До 1300, када се краљевина распала на аутономне покрајине којима су владали моћни племићи (укључујући Матију Чака, Ладислава Кана и Амадеја Аба), хрватски великаш Павле Шубић усудио се да позове сина покојног Карла Мартела, дванаестогодишњег Карла Роберта, у Угарску. Млади претендент је марширао из Хрватске према Будиму када је Андрија III неочекивано преминуо 14. јануара 1301. године.

## Посљедице
Смрћу Андрије III, мушка лоза Арпадовића је ишчезла и отпочело је доба безвлашћа. Карл Роберт је крунисан за краља са привременом круном, али је већина великаша и епископа одбила да му допусти, јер су га сматрали симболом покушаја Свете столице да контролише Угарску. Изабрали су за краља дванаестогодишњег Вацлава од Чешке, који је водио поријекло од Беле IV по женској линији. Млади краљ није могао да учврсти свој положај јер су многи великаши, нарочито они који су држали посједе у јужном дијелу краљевине, наставили да подржавају Карла Роберта. Вацлав је Угарску напустио и отишао у Чешку средином 1304. године. Након што је наслиједио пријесто Бохемије 1305, одрекао се претензија на Угарску у корист баварског војводе Отона III.
Отон, унук Беле IV, крунисан је за краља, али су га само Гисинговци и трансилвански Саси сматрали законитим монархом. У Трансилванији га је заробио Ладислав Кан, који га је приморао да напусти Угарску. Већина великаша и прелата изабрала је Карла Роберта за краља на сабору 10. октобра 1307. године. Њега је острогонски архиепископ крунисао Круном Светог Стефана у Стоном Београду, како је то захтијевало обичајно право, 27. августа 1310. године. Током наредне деценије покренуо је низ војних похода против олигарха како би обновио краљевску власт. Карл Роберт је поново ујединио краљевину након смрти најмоћнијег великаша Матије Чака, што му је омогућило да освоји велику Чакову покрајину на сјевероистоку Угарске 1321. године.

### Примарна литература
- Rady, Martyn C.; Veszpremy, Laszlo; Bak, Janos M. (2010). Anonymus and Master Roger: The Deeds of the Hungarians. Epistle to the Sorrowful Lament upon the Destruction of the Kingdom of Hungary by the Tatars (на језику: енглески). Central European University Press. ISBN 978-963-9776-95-1. Приступљено 5. 12. 2023.
- Frisingensis, Otto (1953). The Deeds of Frederick Barbarossa, by Otto of Freising and His Continuator, Rahewin (на језику: енглески). Columbia University Press. Приступљено 5. 12. 2023.
- Bak, János M.; Bónis, György; Sweeney, James Ross, ур. (1999). The Laws of the Medieval Kingdom of Hungary: 1000-1301. vol. 1 (на језику: енглески). Schlacks. Приступљено 5. 12. 2023.

### Секундарна литература
- Kottra, Györgyi Csákváriné (2011). Magyar zászlók a honfoglalástól napjainkig (на језику: мађарски). Kossuth. ISBN 978-963-09-6494-4. Приступљено 5. 12. 2023.
- Alföldy, Gábor (2000). Centuries of the Royal Castle in Buda (на језику: енглески). Budapest History Museum. ISBN 978-963-7096-99-0. Приступљено 5. 12. 2023.
- Hantos, Elemér (1904). The Magna Carta of the English and of the Hungarian Constitution, a Comparative View of the Law and Institutions of the Early Middle Ages, by Elemér Hantos ... (на језику: енглески). K. Paul, Trench, Trübner and Company. Приступљено 5. 12. 2023.
- Russell, J. C. (1972). „Population in Europe 500–1500”.  Ур.: Cipolla, Carlo M. The Fontana Economic History of Europe: The Middle Ages (на језику: енглески). Collins/Fontana. ISBN 978-0-00-632841-4. Приступљено 5. 12. 2023.
- Bak, János M. (1993). „"Linguistic pluralism" in Medieval Hungary”.  Ур.: Meyer, Marc A. The Culture of Christendom: Essays in Medieval History in Memory of Denis L. T. Bethel. The Hambledon Press. ISBN 1-85285-064-7.
- Bárány, Attila (2012). „The Expansion of the Kingdom of Hungary in the Middle Ages (1000–1490)”.  Ур.: Berend, Nóra. The Expansion of Central Europe in the Middle Ages. The Expansion of Latin Europe, 1000–1500. 5. Ashgate Variorum. стр. 333—380. ISBN 978-1-4094-2245-7.
- Berend, Nora (2001). At the Gate of Christendom: Jews, Muslims and 'Pagans' in Medieval Hungary, c. 1000–c. 1300. Cambridge University Press. ISBN 978-0-521-02720-5.
- Berend, Nora; Urbańczyk, Przemysław; Wiszewski, Przemysław (2013). Central Europe in the High Middle Ages: Bohemia, Hungary and Poland, c. 900-c. 1300. Cambridge Medieval Textbooks. Cambridge University Press. ISBN 978-0-521-78156-5.
- Curta, Florin (2006). Southeastern Europe in the Middle Ages, 500–1250. Cambridge Medieval Textbooks. Cambridge University Press. ISBN 978-0-521-89452-4.
- Curta, Florin (2019). Eastern Europe in the Middle Ages (500–1300), Volume I. BRILL's Companion to European History. 19. Leiden, NL: Brill Publishers. ISBN 978-90-04-41534-8.
- Engel, Pál (2001).  Ayton, Andrew, ур. The Realm of St Stephen: A History of Medieval Hungary, 895–1526. Превод: Tamás Pálosfalvi. I.B. Tauris. ISBN 1-86064-061-3.
- Fine, John V. A (1991). The Early Medieval Balkans: A Critical Survey from the Sixth to the Late Twelfth century. The University of Michigan Press. ISBN 0-472-08149-7.
- Fine, John V. A (1994). The Late Medieval Balkans: A Critical Survey from the Late Twelfth Century to the Ottoman Conquest. The University of Michigan Press. ISBN 0-472-08260-4.
- Goldstein, Ivo (1999). Croatia: A History. Превод: Nikolina Jovanović. McGill-Queen's University Press. ISBN 978-0-7735-2017-2.
- Kirschbaum, Stanislav J. (1996). A History of Slovakia: The Struggle for Survival. Palgrave Macmillan. ISBN 1-4039-6929-9.
- Kontler, László (1999). Millennium in Central Europe: A History of Hungary. Atlantisz Publishing House. ISBN 963-9165-37-9.
- Laszlovszky, József; Kubinyi, András (2018). „Demographic issues in late medieval Hungary: population, ethnic groups, economic activity”.  Ур.: Laszlovszky, József; Nagy, Balázs; Szabó, Péter; Vadai, András. The Economy of Medieval Hungary. East Central and Eastern Europe in the Middle Ages, 450–1450. Brill Publishers. стр. 48—64. ISBN 978-90-04-31015-5.
- Laszlovszky, József (2018). „Agriculture in Medieval Hungary”.  Ур.: Laszlovszky, József; Nagy, Balázs; Szabó, Péter; Vadai, András. The Economy of Medieval Hungary. East Central and Eastern Europe in the Middle Ages, 450–1450. Brill Publishers. стр. 81—112. ISBN 978-90-04-31015-5.
- Makkai, László (1994). „The Hungarians' prehistory, their conquest of Hungary and their raids to the West to 955; The foundation of the Hungarian Christian state, 950–1196; Transformation into a Western-type state, 1196–1301”.  Ур.: Sugár, Peter F.; Hanák, Péter; Frank, Tibor. A History of Hungary. Indiana University Press. стр. 8–33. ISBN 0-253-20867-X.
- Molnár, Miklós (2001). A Concise History of Hungary. Cambridge Concise Histories. Превод: Anna Magyar. Cambridge University Press. ISBN 978-0-521-66736-4.
- Nagy, Balázs (2018). „Foreign Trade in Medieval Hungary”.  Ур.: Laszlovszky, József; Nagy, Balázs; Szabó, Péter; Vadai, András. The Economy of Medieval Hungary. East Central and Eastern Europe in the Middle Ages, 450–1450. Brill Publishers. стр. 473—490. ISBN 978-90-04-31015-5.
- Rady, Martyn (2000). Nobility, Land and Service in Medieval Hungary. Studies in Russia and East Europe. Palgrave. ISBN 0-333-80085-0.
- Sedlar, Jean W. (1994). East Central Europe in the Middle Ages, 1000–1500. A History of East Central Europe. III. University of Washington Press. ISBN 0-295-97290-4.
- Spiesz, Anton; Caplovic, Dusan; Bolchazy, Ladislaus J. (2006). Illustrated Slovak History: A Struggle for Sovereignty in Central Europe. Bolchazy-Carducci Publishers. ISBN 978-0-86516-426-0.
- Spinei, Victor (2003). The Great Migrations in the East and South East of Europe from the Ninth to the Thirteenth Century. Превод: Dana Badulescu. Romanian Cultural Institute (Center for Transylvanian Studies). ISBN 973-85894-5-2.
- Tanner, Marcus (2010). Croatia: A Nation Forged in War. Yale University Press. ISBN 978-0-300-16394-0.
- Weisz, Boglárka (2018). „Royal revenues in the Árpádian Age”.  Ур.: Laszlovszky, József; Nagy, Balázs; Szabó, Péter; Vadai, András. The Economy of Medieval Hungary. East Central and Eastern Europe in the Middle Ages, 450–1450. Brill Publishers. стр. 256—264. ISBN 978-90-04-31015-5.
- Szabados, György (2022).  Hága Tamara, Katalin; Kolozsi, Barbara; Nagy Emese, Gyöngyvér, ур. „9–12. századi magyarok életmódjáról – amit az írott kútfőkből kiolvasni lehet és amit nem.”. Sötét idők hétköznapjai (на језику: мађарски). Debrecen: 365—382. (Tempora Obscura 5.). Приступљено 5. 12. 2023.